# Kataržina Sosna
Kataržina Sosna, née le 30 novembre 1990 à Vilnius, est une coureuse cycliste lituanienne. Elle pratique le cyclisme sur route et le VTT.

## Palmarès sur route

### Par années
- 2010
  - GP Cham-Hagendorn
  -  Championne de Lituanie du contre-la-montre
  -  Médaillée de bronze du championnat d'Europe du contre-la-montre espoirs
- 2011
  - 2e du championnat de Lituanie du contre-la-montre
  -  Médaillée de bronze du championnat d'Europe du contre-la-montre espoirs
- 2012
  - 2e du championnat de Lituanie du contre-la-montre
  - 3e du championnat de Lituanie sur route
  - 9e du championnat d'Europe du contre-la-montre espoirs
- 2013
  - 2e du championnat de Lituanie du contre-la-montre
- 2014
  - 3e du championnat de Lituanie sur route
  - 3e du championnat de Lituanie du contre-la-montre
- 2019
  -  Championne de Lituanie du contre-la-montre
  - 2e du championnat de Lituanie sur route

### Classements mondiaux
| Année                                 | 2010 | 2011 | 2012 | 2013 | 2014 | 2015 | 2016 | 2017 | 2018 | 2019 | 2020 |
| ------------------------------------- | ---- | ---- | ---- | ---- | ---- | ---- | ---- | ---- | ---- | ---- | ---- |
| Classement UCI                        | 93e  | 185e | 215e | 293e | 317e | nc   | nc   | nc   | nc   | 292e | 106e |
|                                       |      |      |      |      |      |      |      |      |      |      |      |
| Légende : nc = non classéSource : UCI |      |      |      |      |      |      |      |      |      |      |      |

### Grands tours

#### Tour d'Italie
5 participations
- 2010 : 26e
- 2011 : 81e
- 2012 : 23e
- 2013 : 110e
- 2014 : 48e

## Palmarès en VTT

### Championnats du monde
- Singen 2017
  - 8e du cross-country marathon
- Auronzo 2018
  - 9e du cross-country marathon

### Coupe du monde
- Coupe du monde de cross-country marathon
  - 2023 : 3e du classement général

### Championnats d'Europe
- 2015
  - 7e du cross-country marathon
- 2016
  -  Médaillée de bronze du cross-country marathon
- 2017
  - 4e du cross-country marathon
- 2019
  - 6e du cross-country marathon

### Championnats de Lituanie
- Championne de Lituanie de cross-country : 2015, 2016, 2019, 2020 et 2021
- Championne de Lituanie de cross-country marathon : 2016, 2017, 2018, 2019 et 2020